# Ẩm thực Slovenia
Ẩm thực Slovenia (tiếng Slovene: slovenska kuhinja) không đồng nhất mà đa dạng và có ảnh hưởng từ sự đa dạng của phong cảnh, khí hậu, lịch sử của Slovenia và các quốc gia lân cận. Năm 2016, những nhà dân tộc học hàng đầu Slovenia đã chia quốc gia này thành 23 vùng ẩm thực.:15 Ẩm thực Slovenia có thể chia thành ẩm thực thành thị, nông trại, vùng quê, lâu đài, mục sư và tu viện. Cuốn sách nấu ăn Slovenia đầu tiên được xuất bản bởi Valentin Vodnik năm 1798

## Thực phẩm được bảo vệ
Tính đến  năm tháng 6 năm 2015, 22 thực phẩm và món ăn Slovenia được bảo vệ ở quy mô châu Âu:
- prleška tünka, một sản phẩm từ Prlekija ở đông Slovenia, làm từ thịt lợn và mỡ lợn băm.
- Hành tây Ptuj (ptujski lük), một loại hành tây có dạng hình tim, với tông màu đỏ và ở viền có sắc tím.
- Dầu ô liu nguyên chất từ Istria Slovenia (ekstra deviško oljčno olje Slovenske Istre), là loại dầu hơi đắng và cay với mùi hoa quả mạnh, được sản xuất ở Istria Slovenia, chứa lượng lớn axit oleic và biphenol.
- Pho mát Nano (nanoški sir), làm từ sữa bò, cứng, với các lỗ nhỏ có ksch thước bằng hạt đậu, hơi ngọt và cay.
- Mật ong rừng Kočevje (kočevski gozdni med), được sản xuất ở vùng Kočevje.
- Zgornjesavinjski želodec, là loại thịt sấy khô từ Thượng thung lũng Savinja, làm từ thịt muối và thịt lợn chất lượng cao, nhồi bên trong bụng lợn.
- šebreljski želodec, sản xuất ở khu vực xung quanh Cerkno và Idrija, làm từ thịt muối và thịt lợn chất lượng cao, nhồi trong bụng lợn.
- Idrija žlikrofi (idrijski žlikrofi), small boiled dumplings filled with potatoes, onions, and lards.
- Prekmurska gibanica, một loại bánh từ Prekmurje, gồm tám tầng, có nhân hạt anh túc, hạt óc chó, táo, nho khô, và ricotta.
- Pho mát Tolminc (sir Tolminc), làm từ sữa bò sống ở Tolmin, có vị ngọt và cay.
- Bánh mì White Carniola (belokranjska pogača), một món bánh mì dẹt từ White Carniola.
- Karst prosciutto (kraški pršut), sản xuất theo cách truyền thống ở Cao nguyên Karst ở tây nam Slovenia.
- Thịt cổ ướp muối Karst (kraški zašink), là một sản phẩm từ thịt hình trụ làm từ thịt ướp muối.

## Món ăn Slovenia truyền thống

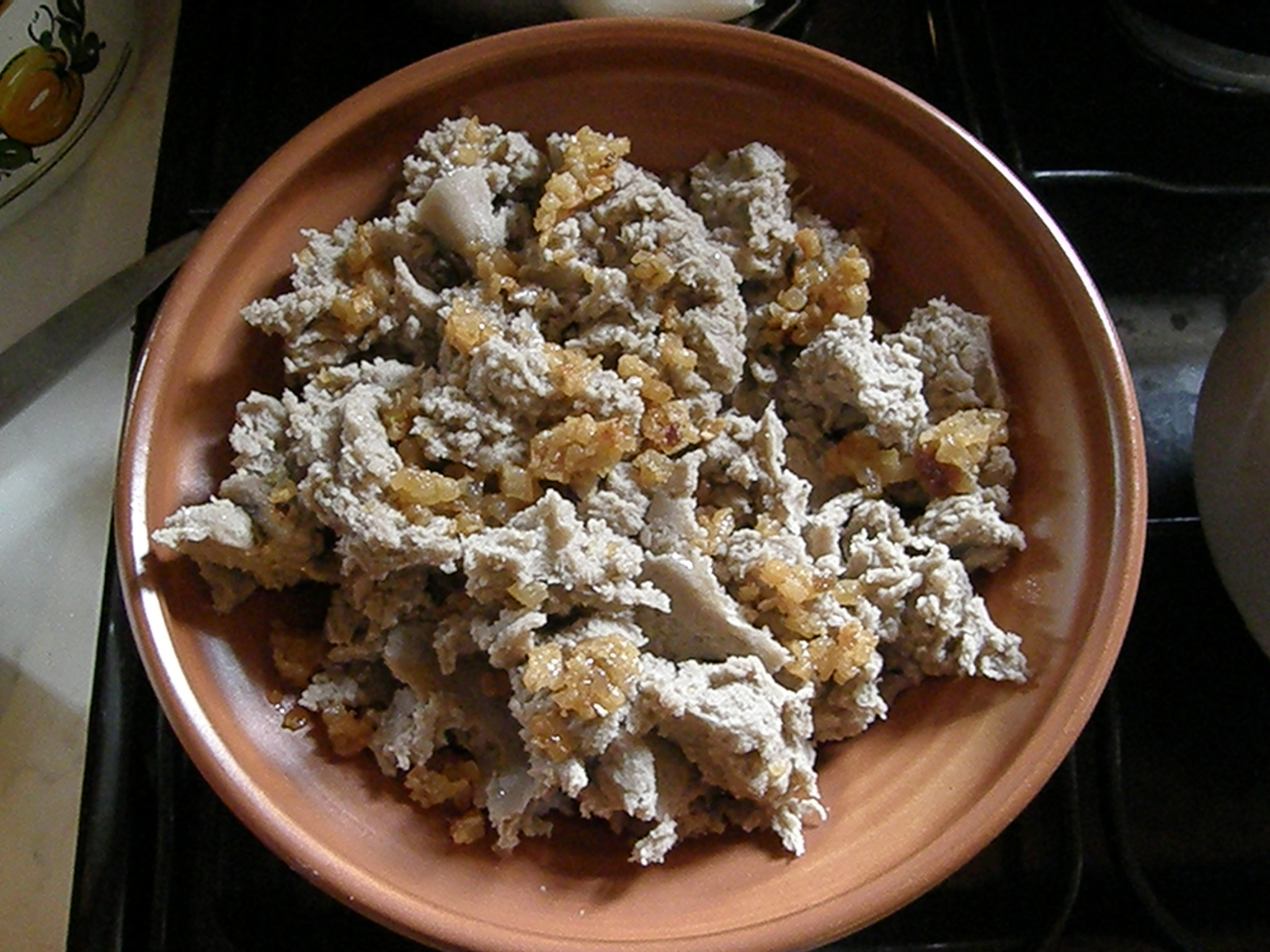
Ajdovi žganci với bì lợn quay

- Ajdovi žganci
- Belokranjska povitica
- Bujta repa
- Funšterc
- Kmečka pojedina
- Kranjska klobasa
- Matevž
- Mavželj
- Mežerli
- Mineštra (minestrone)
- Obara
- Pirh
- Potica (hạt cuộn)
- Prekmurska gibanica
- Ričet
- Špehovka
- Vipavska jota

### Súp và món hầm
- Bakalca
- Bobiči
- Bograč
- Jota, Vipavska kisla juha, súp chua Vipava
- Mineštra
- Prežganka là súp quốc gia của Slovenia là từ bột mì, hạt carum và trứng đánh[3]
- Šara
- Štajerska kisla juha là một món súp chua bắt nguồn từ Hạ Styria. Nó được chế biến trong bữa tiệc của koline (người giết mổ lợn) chân và các bộ phận của đầu lợn.

### Các món chay
- Ajdovi žganci, žganci là một món trong ẩm thực Slovenia và ẩm thực Croatia. Nó giống với polenta, mặc dù được chế biến với hạt mịn hơn. Balthasar Hacquet (1739–1815) nhắc đến rằng žganci được dùng với dưa cải Đức ở Thượng Carniola.[4]
- Aleluja
- Bezgovo cvrtje
- Čompe
- Fritaja (xem thêm frittata) là một món ăn Croatia và Slovenia. Cả hai là đặc sản ở Istria. Chúng phổ biến trong thời gian mùa xuân, vì đôi khi có rất nhiều cây và rau như măng tây dại, wild cây hốt bố dại, rau thơm, cả ô rô, cà chua, tỏi non vả gia vị để thêm vào trứng.[4] Fritaje được chế biến quanh năm với giăm bông, nấm, xúc xích, thịt muối, rượu vang đỏ hoặc trắng.
- Frtalja
- Idrijski žlikrofi
- Jabolčna čežana
- Kaša là ngũ cốc được ăn phổ biến ở Đông Âu. Ít nhất 1000 năm tuổi, kasha là một trong những món ăn cổ nhất được biết đến ở Ẩm thực Slavic Đông Âu.[5]
- Krapi
- Maslovnik
- Matevž
- Medla
- Mešta
- Močnik được làm từ ngũ cốc như mạch ba góc, ngô, lúa mì, kê, lúa mạch đen, hoặc yến mạch trong sữa, kem sữa hoặc kem chua.
- Njoki
- Smojka
- Štruklji

### Các món thịt
- Budelj
- Bujta repa
- Bunka (thực phẩm)
- Furešna
- Jetrnice (xúc xích gan)
- Kranjska klobasa (xúc xích Carniola)
- Krvavice (pudding đen)
- Mavta
- Mavželj
- Meso v tünki
- Mežerli
- Povijaka
- Prata
- Pršut (prosciutto)
- Šivanka
- Švacet
- Vampi (Tripe)
- Zaseka
- Želodec (bụng)

### Món tráng miệng và bánh

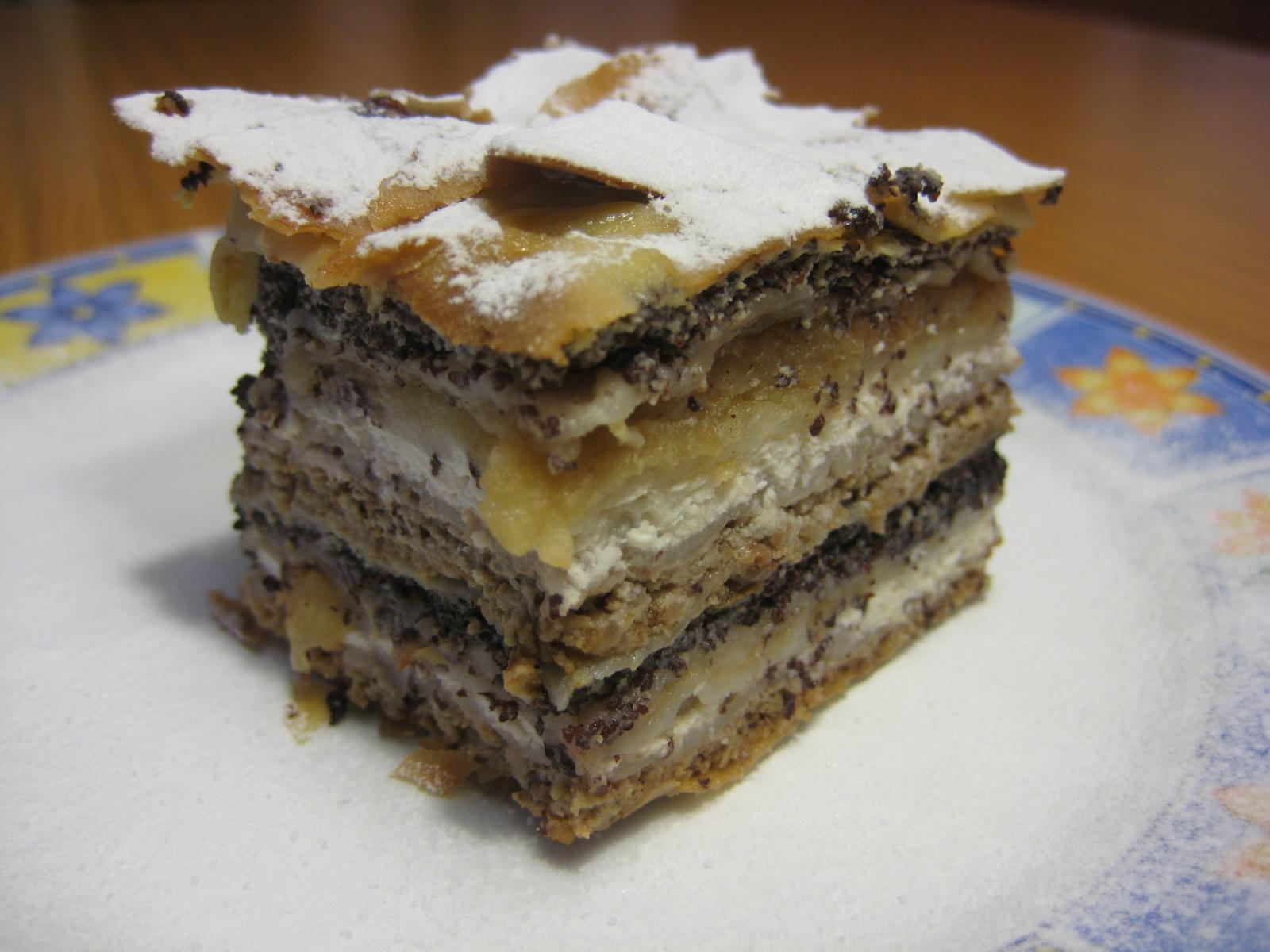
Prekmurska gibanica

- Bobi
- Buhteljni
- Cmoki
- Hajdinjača
- Krhki flancati
- Krofi
- Kvasenica
- Miške
- Mlinci
- Ocvirkovica
- Pinca
- Pogača
- Posolonka
- Povitica hoặc Potica (hạt cuộn)
- Prekmurska gibanica
- Šarkelj
- Škofjeloški kruhek
- Špehovka (thịt muối cuộn)
- Vrtanek
- Zlevanka

### Đồ uống
- Brinjevec
- Borovničke
- Češnjevec (brandy anh đào)
- Cviček (rượu vang Slovenia từ vùng Dolenjska)
- Kislo mleko (sữa lỏng chua)
- Šabesa
- Slivovka, Slivovica
- Tolkovec
- Tropinovec
- Pinjenec (kefir)
- Bia Union
- Bia Laško/Zlatorog